# Ranissus producta
Ranissus producta är en insektsart som först beskrevs av Franz Xaver Fieber 1876.  Ranissus producta ingår i släktet Ranissus och familjen Dictyopharidae. Inga underarter finns listade i Catalogue of Life.